# Biboko
Biboko est un village Camerounais de la région de l'Est. Il dépend de la commune de Bétaré-Oya dans le département (commune) de Lom-et-Djérem. 
Il se trouve sur la route de Bétaré-Oya à Mararaba et à Mabélé. 

## Population
En 1966 la population était de 363, et en 2005 de 487.